# Bafang

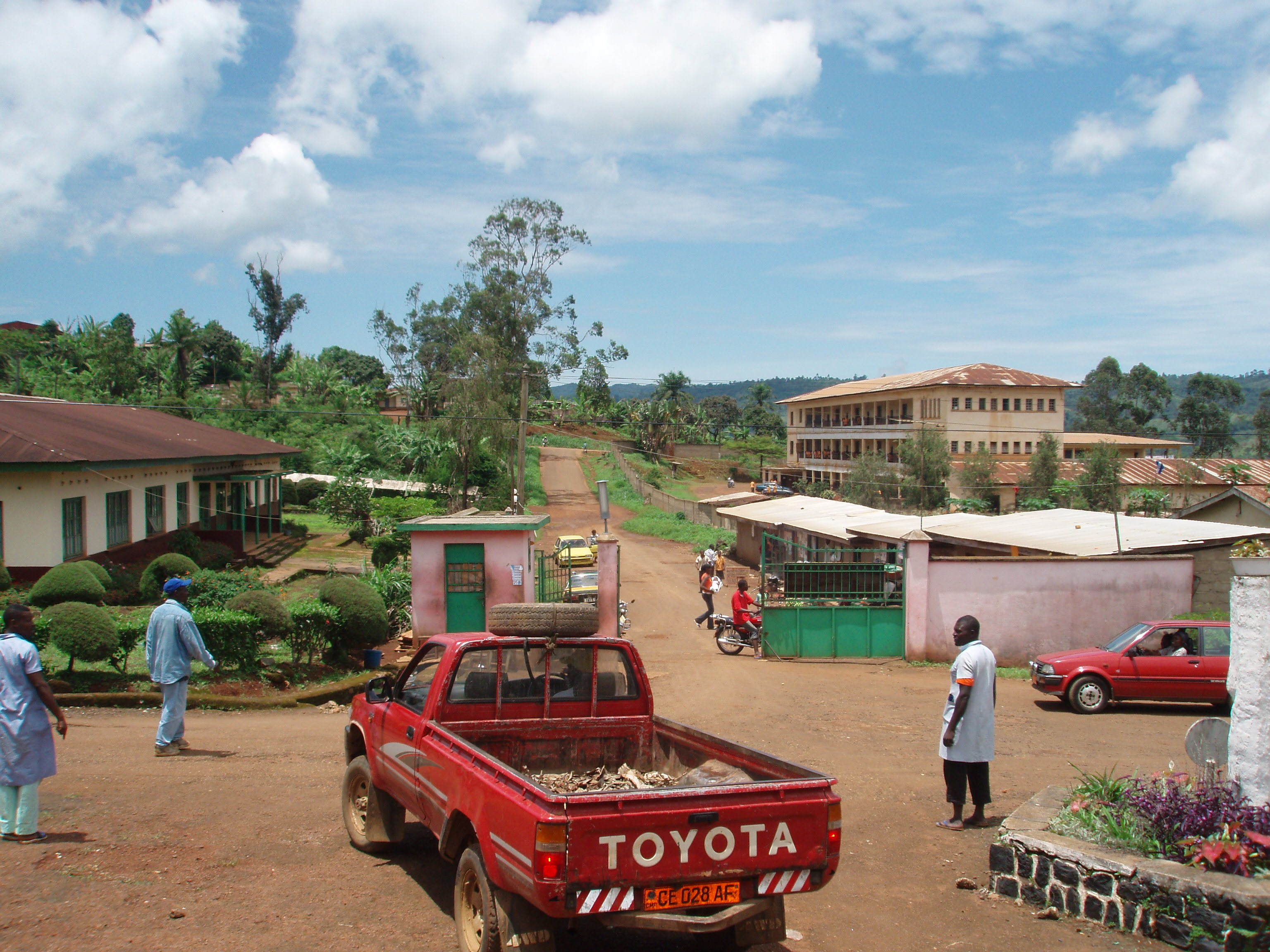
Krankenhaus in Bafang

Bafang ist eine Stadt in der Region Ouest in Kamerun. Sie hat 33.342 Einwohnern (Schätzung 2012) und ist Hauptstadt des Départements Haut-Nkam.

## Verkehr
Bafang liegt an der Fernstraße N5. 

## Religion
Seit 2012 ist Bafang Sitz des Bistums Bafang.

## Bevölkerung
Die Bevölkerungsentwicklung der Stadt:
| Jahr             | Einwohner |
| ---------------- | --------- |
| 1976 (Zensus)    | 25.714    |
| 1987 (Zensus)    | 38.038    |
| 2005 (Zensus)    | 34.941    |
| 2012 (Schätzung) | 33.342    |

## Persönlichkeiten
- Joël Tchami (* 1982), kamerunischer Fußballspieler
- Siyou Isabelle Ngnoubamdjum (* 1968), afrodeutsche Gospelsängerin